# Lettország a 2006. évi téli olimpiai játékokon
Lettország az olaszországi Torinóban megrendezett 2006. évi téli olimpiai játékok egyik részt vevő nemzete volt. Az országot az olimpián 8 sportágban 57 sportoló képviselte, akik összesen 1 érmet szereztek.

## Érmesek
| Érem  | Versenyző       | Sportág | Versenyszám |
| ----- | --------------- | ------- | ----------- |
| Bronz | Mārtiņš Rubenis | Szánkó  | Férfi egyes |

## Alpesisí
Férfi
| Versenyző     | Versenyszám            | Eredmény | Helyezés |
| ------------- | ---------------------- | -------- | -------- |
| Ivars Ciaguns | Szuperóriás-műlesiklás | 1:38,18  | 52.      |
| Renārs Doršs  | Lesiklás               | 1:57,54  | 46.      |

| Versenyző    | Versenyszám | Lesiklás | Lesiklás | Műlesiklás | Műlesiklás | Műlesiklás    | Műlesiklás    | Műlesiklás | Műlesiklás | Összesítés | Összesítés |
| Versenyző    | Versenyszám | Lesiklás | Lesiklás | 1. futam   | 1. futam   | 2. futam      | 2. futam      | Össz.      | Össz.      | Összesítés | Összesítés |
| Versenyző    | Versenyszám | Idő      | Hely.    | Idő        | Hely.      | Idő           | Hely.         | Idő        | Hely.      | Idő        | Helyezés   |
| ------------ | ----------- | -------- | -------- | ---------- | ---------- | ------------- | ------------- | ---------- | ---------- | ---------- | ---------- |
| Renārs Doršs | Összetett   | 1:44,54  | 46.      | 52,55      | 38.        | nem ért célba | nem ért célba | kiesett    | kiesett    | kiesett    | kiesett    |

## Biatlon
Férfi
| Versenyző                                                 | Versenyszám           | Lövőhiba    | Időeredmény | Helyezés |
| --------------------------------------------------------- | --------------------- | ----------- | ----------- | -------- |
| Jānis Bērziņš                                             | 10 km sprint          | 1 (0+1)     | 29:09,9     | 48.      |
| Jānis Bērziņš                                             | 12,5 km üldözőverseny | 1 (1+0+0+0) | 40:22,8     | 42.      |
| Jānis Bērziņš                                             | 20 km egyéni          | 2 (0+2+0+0) | 59:24,3     | 37.      |
| Ilmārs Bricis                                             | 10 km sprint          | 1 (1+0)     | 27:26,9     | 12.      |
| Ilmārs Bricis                                             | 12,5 km üldözőverseny | 1 (0+1+0+0) | 35:46,9     | 4.       |
| Ilmārs Bricis                                             | 15 km tömegrajtos     | 3 (0+0+1+2) | 50:27,6     | 28.      |
| Ilmārs Bricis                                             | 20 km egyéni          | 4 (1+1+0+2) | 57:19,2     | 19.      |
| Kristaps Lībietis                                         | 10 km sprint          | 0 (0+0)     | 29:21,9     | 54.      |
| Kristaps Lībietis                                         | 12,5 km üldözőverseny | 6 (1+0+3+2) | 43:51,2     | 54.      |
| Kristaps Lībietis                                         | 20 km egyéni          | 4 (2+1+1+0) | 1:03:13,4   | 68.      |
| Edgars Piksons                                            | 20 km egyéni          | 7 (4+1+1+1) | 1:06:12,5   | 79.      |
| Raivis Zīmelis                                            | 10 km sprint          | 2 (1+1)     | 29:11,4     | 49.      |
| Raivis Zīmelis                                            | 12,5 km üldözőverseny | 5 (1+1+1+2) | 40:58,0     | 46.      |
| Jānis Bērziņš Edgars Piksons Raivis Zīmelis Ilmārs Bricis | 4 × 7,5 km váltó      | 5+12        | 1:28:10,6   | 16.      |

Női
| Versenyző                                              | Versenyszám         | Lövőhiba    | Időeredmény | Helyezés   |
| ------------------------------------------------------ | ------------------- | ----------- | ----------- | ---------- |
| Andžela Brice                                          | 7,5 km sprint       | 3 (0+3)     | 26:03,1     | 60.        |
| Andžela Brice                                          | 10 km üldözőverseny | 2 (0+0+1+1) | lekörözték  | lekörözték |
| Andžela Brice                                          | 15 km egyéni        | 2 (0+0+0+2) | 56:30,5     | 48.        |
| Gerda Krūmiņa                                          | 7,5 km sprint       | 3 (2+1)     | 27:30,5     | 74.        |
| Gerda Krūmiņa                                          | 15 km egyéni        | 4 (0+1+1+2) | 1:00:26,1   | 70.        |
| Madara Līduma                                          | 7,5 km sprint       | 2 (2+0)     | 24:11,0     | 28.        |
| Madara Līduma                                          | 10 km üldözőverseny | 6 (1+0+3+2) | 40:50,8     | 20.        |
| Madara Līduma                                          | 12,5 km tömegrajtos | 5 (1+2+1+1) | 43:52,7     | 20.        |
| Madara Līduma                                          | 15 km egyéni        | 4 (1+1+1+1) | 52:27,2     | 10.        |
| Linda Savļaka                                          | 7,5 km sprint       | 1 (1+0)     | 26:54,6     | 72.        |
| Linda Savļaka                                          | 15 km egyéni        | 3 (3+0+0+0) | 59:44,3     | 63.        |
| Madara Līduma Anžela Brice Linda Savļaka Gerda Krūmiņa | 4 × 6 km váltó      | 2+11        | 1:26:21,3   | 18.        |

## Bob
Férfi
| Versenyző                                                       | Versenyszám | 1. futam | 1. futam | 2. futam | 2. futam | 3. futam | 3. futam | 4. futam | 4. futam | Összesítés | Összesítés |
| Versenyző                                                       | Versenyszám | Idő      | Hely.    | Idő      | Hely.    | Idő      | Hely.    | Idő      | Hely.    | Idő        | Helyezés   |
| --------------------------------------------------------------- | ----------- | -------- | -------- | -------- | -------- | -------- | -------- | -------- | -------- | ---------- | ---------- |
| Jānis Miņins Daumants Dreiškens                                 | Kettes      | 55,94    | 10.      | 55,84    | 7.*      | 56,16    | 4.       | 56,69    | 6.       | 3:44,63    | 6.         |
| Gatis Gūts Intars Dīcmanis                                      | Kettes      | 56,37    | 17.      | 56,36    | 18.      | 57,05    | 17.*     | 57,73    | 20.      | 3:47,51    | 20.        |
| Jānis Miņins Daumants Dreiškens Mārcis Rullis Janis Ozols       | Négyes      | 55,88    | 14.      | 55,69    | 10.      | 55,51    | 11.      | 55,51    | 12.**    | 3:42,59    | 10.        |
| Mihails Arhipovs Intars Dīcmanis Māris Bogdanovs Reinis Rozītis | Négyes      | 56,34    | 21.      | 56,54    | 21.      | 56,13    | 20.      | kiesett  | kiesett  | 2:49,01    | 21.        |

* - egy másik csapattal azonos eredményt ért el

** - két másik csapattal azonos eredményt ért el

## Jégkorong

### Férfi
| Lett nemzeti férfi jégkorongcsapat-játékoskeret | Lett nemzeti férfi jégkorongcsapat-játékoskeret | Lett nemzeti férfi jégkorongcsapat-játékoskeret | Lett nemzeti férfi jégkorongcsapat-játékoskeret | Lett nemzeti férfi jégkorongcsapat-játékoskeret | Lett nemzeti férfi jégkorongcsapat-játékoskeret | Lett nemzeti férfi jégkorongcsapat-játékoskeret |
| #                                               | Név                                             | Poszt                                           | Magasság                                        | Súly                                            | Kor                                             | Klub                                            |
| ----------------------------------------------- | ----------------------------------------------- | ----------------------------------------------- | ----------------------------------------------- | ----------------------------------------------- | ----------------------------------------------- | ----------------------------------------------- |
| 1                                               | Artūrs Irbe                                     | K                                               | 175                                             | 80                                              | 1967. február 2. (39 évesen)                    | Red Bull Salzburg EC                            |
| 30                                              | Sergejs Naumovs                                 | K                                               | 172                                             | 75                                              | 1969. április 4. (36 évesen)                    | Khimik Voskresensk                              |
| 31                                              | Edgars Masalskis                                | K                                               | 175                                             | 78                                              | 1980. március 31. (25 évesen)                   | Neftyanik Almetievsk                            |
| 2                                               | Rodrigo Lavins                                  | V                                               | 180                                             | 84                                              | 1974. augusztus 3. (31 évesen)                  | Brynäs IF                                       |
| 3                                               | Arvids Rekis                                    | V                                               | 183                                             | 95                                              | 1979. január 1. (27 évesen)                     | Augsburger Panther                              |
| 4                                               | Agris Saviels                                   | V                                               | 186                                             | 100                                             | 1982. január 15. (24 évesen)                    | Torpedo Nizhnynovgorod                          |
| 7                                               | Karlis Skrastins                                | V                                               | 188                                             | 90                                              | 1974. július 9. (31 évesen)                     | Colorado Avalanche                              |
| 8                                               | Sandis Ozoliņš                                  | V                                               | 188                                             | 92                                              | 1972. augusztus 3. (33 évesen)                  | Mighty Ducks of Anaheim                         |
| 18                                              | Georgijs Pujacs                                 | V                                               | 182                                             | 96                                              | 1981. június 11. (24 évesen)                    | HK Riga 2000                                    |
| 23                                              | Atvars Tribuncovs                               | V                                               | 188                                             | 100                                             | 1976. október 14. (29 évesen)                   | Mora IK                                         |
| 25                                              | Krisjanis Redlihs                               | V                                               | 189                                             | 88                                              | 1981. január 15. (25 évesen)                    | Albany River Rats                               |
| 9                                               | Ģirts Ankipāns                                  | T                                               | 184                                             | 97                                              | 1975. november 29. (30 évesen)                  | HK Riga 2000                                    |
| 10                                              | Vladimirs Mamonovs                              | T                                               | 176                                             | 85                                              | 1980. április 22. (25 évesen)                   | Liepājas Metalurgs                              |
| 12                                              | Herberts Vasiljevs                              | T                                               | 180                                             | 85                                              | 1976. május 27. (29 évesen)                     | Krefeld Pinguine                                |
| 13                                              | Grigorijs Pantelejevs                           | T                                               | 178                                             | 90                                              | 1972. november 13. (33 évesen)                  | HC Martigny                                     |
| 14                                              | Leonids Tambijevs                               | T                                               | 176                                             | 83                                              | 1970. szeptember 26. (35 évesen)                | EHC Basel                                       |
| 15                                              | Maris Ziedins                                   | T                                               | 178                                             | 78                                              | 1978. július 3. (27 évesen)                     | Stockton Thunder                                |
| 17                                              | Aleksandrs Nizivijs                             | T                                               | 177                                             | 78                                              | 1976. szeptember 16. (29 évesen)                | Torpedo Nizhnynovgorod                          |
| 21                                              | Armands Bērziņš                                 | T                                               | 192                                             | 98                                              | 1983. december 27. (22 évesen)                  | HK Riga 2000                                    |
| 24                                              | Mikelis Redlihs                                 | T                                               | 180                                             | 80                                              | 1984. július 1. (21 évesen)                     | IF Björklöven                                   |
| 27                                              | Aleksandrs Semjonovs                            | T                                               | 181                                             | 91                                              | 1972. június 8. (33 évesen)                     | Malmo Red Hawks                                 |
| 29                                              | Aigars Cipruss                                  | T                                               | 178                                             | 80                                              | 1972. január 12. (34 évesen)                    | HK Riga 2000                                    |
| 47                                              | Martins Cipulis                                 | T                                               | 179                                             | 87                                              | 1980. november 29. (25 évesen)                  | HK Riga 2000                                    |
| Vezetőedző: Maris Baldonieks                    | Vezetőedző: Maris Baldonieks                    | Vezetőedző: Maris Baldonieks                    | Vezetőedző: Maris Baldonieks                    | Vezetőedző: Maris Baldonieks                    | 1955. május 24. (50 évesen)                     | 1955. május 24. (50 évesen)                     |

- Posztok rövidítései: K – Kapus, V – Védő, T – Támadó
- Kor: 2006. február 15-i kora

#### Eredmények
B csoport
| Nemzet           | M | Gy | D | V | G+ | G– | Gk  | P  |
| ---------------- | - | -- | - | - | -- | -- | --- | -- |
| Szlovákia        | 5 | 5  | 0 | 0 | 18 | 8  | +10 | 10 |
| Oroszország      | 5 | 4  | 1 | 0 | 23 | 11 | +12 | 8  |
| Svédország       | 5 | 3  | 2 | 0 | 15 | 12 | +3  | 6  |
| Egyesült Államok | 5 | 1  | 3 | 1 | 13 | 13 | 0   | 3  |
| Kazahsztán       | 5 | 1  | 4 | 0 | 9  | 16 | –7  | 2  |
| Lettország       | 5 | 0  | 4 | 1 | 11 | 29 | –18 | 1  |

| 2006. február 15. 21:05 | Lettország (LAT) | 3 – 3 (1–2, 2–0, 0–1) | Egyesült Államok | Palasport Olimpico Nézőszám: 7851 |

| Jegyzőkönyv | Jegyzőkönyv | Jegyzőkönyv                       | Jegyzőkönyv | Jegyzőkönyv                     |
| --- | ----------- | --------------------------------- | ----------- | ------------------------------- |
| |             |                                   |             | Játékvezető: Timo Favorin (FIN) |
| \| \| 0 – 1 \| 9:44 - Gionta (Liles, Gomez) (PP) \| \| \| 0 – 2 \| 10:38 - Conroy \| \| Ņiživijs (Ozoliņš) - 13:15 \| 1 – 2 \| \| \| Tribuncovs (Ozoliņš, Ņiživijs) (PP) - 35:04 \| 2 – 2 \| \| \| Vasiļjevs (Laviņš) - 35:44 \| 3 – 2 \| \| \| \| 3 – 3 \| 42:01 - Leopold (Hedican, Conroy) \| |             |                                   |             |                                 |
| 16 perc | Büntetések  | 16 perc                           |             |                                 |
| 25 | Lövések     | 42                                |             |                                 |
| | 0 – 1       | 9:44 - Gionta (Liles, Gomez) (PP) |             |                                 |
| | 0 – 2       | 10:38 - Conroy                    |             |                                 |
| Ņiživijs (Ozoliņš) - 13:15 | 1 – 2       |                                   |             |                                 |
| Tribuncovs (Ozoliņš, Ņiživijs) (PP) - 35:04 | 2 – 2       |                                   |             |                                 |
| Vasiļjevs (Laviņš) - 35:44 | 3 – 2       |                                   |             |                                 |
| | 3 – 3       | 42:01 - Leopold (Hedican, Conroy) |             |                                 |

| 2006. február 16. 17:05 | Szlovákia (SVK) | 6 – 3 (4–1, 1–2, 0–1) | Lettország | Torino Esposizioni Nézőszám: 2960 |

| Jegyzőkönyv | Jegyzőkönyv | Jegyzőkönyv                                                                                                   | Jegyzőkönyv | Jegyzőkönyv                      |
| --- | ----------- | --- | ----------- | -------------------------------- |
| |             | |             | Játékvezető: Danny Kurmann (SUI) |
| \| Zedník (Višňovský) - 5:23 / Petrovický (Surový, Meszároš) - 5:43 / Demitra (Mari. Hossa) (SH) - 7:54 / Mari. Hossa - 13:17 / Chára (Mari. Hossa) - 33:49 / Mari. Hossa - 49:04 (Gáborík) \| Gólok \| 6:27 - Ozoliņš (Cipulis, Panteļejevs) / 20:54 - Cipulis (Cipruss, Panteļejevs) / 26:51 - Ņiživijs (Skrastiņš) \| |             | |             |                                  |
| 12 perc | Büntetések  | 8 perc |             |                                  |
| 25 | Lövések     | 28 |             |                                  |
| Zedník (Višňovský) - 5:23 / Petrovický (Surový, Meszároš) - 5:43 / Demitra (Mari. Hossa) (SH) - 7:54 / Mari. Hossa - 13:17 / Chára (Mari. Hossa) - 33:49 / Mari. Hossa - 49:04 (Gáborík) | Gólok       | 6:27 - Ozoliņš (Cipulis, Panteļejevs) / 20:54 - Cipulis (Cipruss, Panteļejevs) / 26:51 - Ņiživijs (Skrastiņš) |             |                                  |

| 2006. február 18. 17:05 | Svédország (SWE) | 6 – 1 (1–0, 4–0, 1–1) | Lettország | Palasport Olimpico Nézőszám: 8795 |

| Jegyzőkönyv | Jegyzőkönyv | Jegyzőkönyv                         | Jegyzőkönyv | Jegyzőkönyv                      |
| --- | ----------- | ----------------------------------- | ----------- | -------------------------------- |
| |             |                                     |             | Játékvezető: Paul Devorski (CAN) |
| \| Påhlsson (Forsberg) - 14:20 \| 1 – 0 \| \| \| Lidström (Zetterberg) (PP) - 22:22 \| 2 – 0 \| \| \| Alfredsson (K. Jönsson) (PP) - 24:59 \| 3 – 0 \| \| \| Axelsson (Forsberg) (PP) - 25:17 \| 4 – 0 \| \| \| Zetterberg (Holmström) - 27:58 \| 5 – 0 \| \| \| Alfredsson (M. Sundin, Lidström) - 44:48 \| 6 – 0 \| \| \| \| 6 – 1 \| 49:10 - Ziediņš (Ņiživijs, Ozoliņš) \| |             |                                     |             |                                  |
| 6 perc | Büntetések  | 14 perc                             |             |                                  |
| 40 | Lövések     | 14                                  |             |                                  |
| Påhlsson (Forsberg) - 14:20 | 1 – 0       |                                     |             |                                  |
| Lidström (Zetterberg) (PP) - 22:22 | 2 – 0       |                                     |             |                                  |
| Alfredsson (K. Jönsson) (PP) - 24:59 | 3 – 0       |                                     |             |                                  |
| Axelsson (Forsberg) (PP) - 25:17 | 4 – 0       |                                     |             |                                  |
| Zetterberg (Holmström) - 27:58 | 5 – 0       |                                     |             |                                  |
| Alfredsson (M. Sundin, Lidström) - 44:48 | 6 – 0       |                                     |             |                                  |
| | 6 – 1       | 49:10 - Ziediņš (Ņiživijs, Ozoliņš) |             |                                  |

| 2006. február 19. 13:05 | Oroszország (RUS) | 9 – 2 (3–1, 3–0, 3–1) | Lettország | Torino Esposizioni Nézőszám: 4310 |

| Jegyzőkönyv | Jegyzőkönyv | Jegyzőkönyv                  | Jegyzőkönyv | Jegyzőkönyv                     |
| --- | ----------- | ---------------------------- | ----------- | ------------------------------- |
| |             |                              |             | Játékvezető: Dennis Larue (USA) |
| \| Kovalcsuk (Kovaljov, D. Markov) - 7:26 \| 1 – 0 \| \| \| Szusinszkij (Haritonov, Goncsar) (PP2) - 9:15 \| 2 – 0 \| \| \| \| 2 – 1 \| 9:55 - Cipruss (SH) \| \| Kovalcsuk (Dacjuk) - 12:36 \| 3 – 1 \| \| \| Kovalcsuk (Kovaljov, Dacjuk) - 23:32 \| 4 – 1 \| \| \| Kozlov (Jasin) - 25:45 \| 5 – 1 \| \| \| Kovalcsuk (Dacjuk) - 35:16 \| 6 – 1 \| \| \| Jasin (Kozlov, Zsukov) - 41:58 \| 7 – 1 \| \| \| Malkin (Szusinszkij, Visnyevszkij) - 47:32 \| 8 – 1 \| \| \| Ovecskin (Kozlov, Jasin) - 56:27 \| 9 – 1 \| \| \| \| 9 – 2 \| 58:04 - M. Rēdlihs (Bērziņš) \| |             |                              |             |                                 |
| 16 perc | Büntetések  | 18 perc                      |             |                                 |
| 39 | Lövések     | 11                           |             |                                 |
| Kovalcsuk (Kovaljov, D. Markov) - 7:26 | 1 – 0       |                              |             |                                 |
| Szusinszkij (Haritonov, Goncsar) (PP2) - 9:15 | 2 – 0       |                              |             |                                 |
| | 2 – 1       | 9:55 - Cipruss (SH)          |             |                                 |
| Kovalcsuk (Dacjuk) - 12:36 | 3 – 1       |                              |             |                                 |
| Kovalcsuk (Kovaljov, Dacjuk) - 23:32 | 4 – 1       |                              |             |                                 |
| Kozlov (Jasin) - 25:45 | 5 – 1       |                              |             |                                 |
| Kovalcsuk (Dacjuk) - 35:16 | 6 – 1       |                              |             |                                 |
| Jasin (Kozlov, Zsukov) - 41:58 | 7 – 1       |                              |             |                                 |
| Malkin (Szusinszkij, Visnyevszkij) - 47:32 | 8 – 1       |                              |             |                                 |
| Ovecskin (Kozlov, Jasin) - 56:27 | 9 – 1       |                              |             |                                 |
| | 9 – 2       | 58:04 - M. Rēdlihs (Bērziņš) |             |                                 |

| 2006. február 21. 11:35 | Lettország (LAT) | 2 – 5 (1–1, 0–1, 1–3) | Kazahsztán | Torino Esposizioni Nézőszám: 2300 |

| Jegyzőkönyv | Jegyzőkönyv | Jegyzőkönyv                                            | Jegyzőkönyv | Jegyzőkönyv                         |
| --- | ----------- | ------------------------------------------------------ | ----------- | ----------------------------------- |
| |             |                                                        |             | Játékvezető: Christer Lärking (SWE) |
| \| \| 0 – 1 \| 7:20 - A. Koreskov (J. Koreskov) \| \| Tambijevs (Ņiživijs) (PP) - 15:13 \| 1 – 1 \| \| \| \| 1 – 2 \| 35:04 - Antropov (J. Koreskov) \| \| Cipruss (Panteļejevs, Tribuncovs) - 45:04 \| 2 – 2 \| \| \| \| 2 – 3 \| 52:33 - Alekszandrov (Fjodor Poliscsuk, Troscsinszkij) \| \| \| 2 – 4 \| 54:53 - J. Koreskov (PS) \| \| \| 2 – 5 \| 58:08 - J. Koreskov (A. Koreskov) \| |             |                                                        |             |                                     |
| 14 perc | Büntetések  | 6 perc                                                 |             |                                     |
| 32 | Lövések     | 30                                                     |             |                                     |
| | 0 – 1       | 7:20 - A. Koreskov (J. Koreskov)                       |             |                                     |
| Tambijevs (Ņiživijs) (PP) - 15:13 | 1 – 1       |                                                        |             |                                     |
| | 1 – 2       | 35:04 - Antropov (J. Koreskov)                         |             |                                     |
| Cipruss (Panteļejevs, Tribuncovs) - 45:04 | 2 – 2       |                                                        |             |                                     |
| | 2 – 3       | 52:33 - Alekszandrov (Fjodor Poliscsuk, Troscsinszkij) |             |                                     |
| | 2 – 4       | 54:53 - J. Koreskov (PS)                               |             |                                     |
| | 2 – 5       | 58:08 - J. Koreskov (A. Koreskov)                      |             |                                     |

| Csapat     | Helyezés |
| ---------- | -------- |
| Lettország | 12.      |

## Rövidpályás gyorskorcsolya
Női
| Versenyző      | Versenyszám | Előfutam | Előfutam | Negyeddöntő | Negyeddöntő | Elődöntő | Elődöntő | B döntő | B döntő | Döntő   | Döntő   | Helyezés |
| Versenyző      | Versenyszám | Idő      | Hely.    | Idő         | Hely.       | Idő      | Hely.    | Idő     | Hely.   | Idő     | Hely.   | Helyezés |
| -------------- | ----------- | -------- | -------- | ----------- | ----------- | -------- | -------- | ------- | ------- | ------- | ------- | -------- |
| Evita Krievāne | 1000 m      | 1:39,986 | 3.       | kiesett     | kiesett     | kiesett  | kiesett  | kiesett | kiesett | kiesett | kiesett | 19.      |
| Evita Krievāne | 1500 m      | 2:34,171 | 5.       |             |             | kiesett  | kiesett  | kiesett | kiesett | kiesett | kiesett | 23.      |

## Sífutás
Férfi
| Versenyző       | Versenyszám | Selejtező | Selejtező | Negyeddöntő | Negyeddöntő | Elődöntő | Elődöntő | B döntő | B döntő | Döntő         | Döntő         |
| Versenyző       | Versenyszám | Idő       | Hely.     | Idő         | Hely.       | Idő      | Hely.    | Idő     | Hely.   | Idő           | Helyezés      |
| --------------- | ----------- | --------- | --------- | ----------- | ----------- | -------- | -------- | ------- | ------- | ------------- | ------------- |
| Oļegs Andrejevs | Sprint      | 2:33,23   | 74.       | kiesett     | kiesett     | kiesett  | kiesett  | kiesett | kiesett | kiesett       | 74.           |
| Oļegs Andrejevs | 15 km       |           |           |             |             |          |          |         |         | 45:44,2       | 77.           |
| Oļegs Andrejevs | 50 km       |           |           |             |             |          |          |         |         | nem ért célba | nem ért célba |
| Valts Eiduks    | Sprint      | 2:31,25   | 68.       | kiesett     | kiesett     | kiesett  | kiesett  | kiesett | kiesett | kiesett       | 68.           |
| Valts Eiduks    | 15 km       |           |           |             |             |          |          |         |         | 44:12,0       | 68.           |
| Valts Eiduks    | 50 km       |           |           |             |             |          |          |         |         | nem ért célba | nem ért célba |
| Oļegs Maļuhins  | Sprint      | 2:24,88   | 50.       | kiesett     | kiesett     | kiesett  | kiesett  | kiesett | kiesett | kiesett       | 50.           |
| Oļegs Maļuhins  | 50 km       |           |           |             |             |          |          |         |         | 2:15:10,6     | 60.           |
| Intars Spalviņš | Sprint      | 2:32,26   | 72.       | kiesett     | kiesett     | kiesett  | kiesett  | kiesett | kiesett | kiesett       | 72.           |
| Intars Spalviņš | 15 km       |           |           |             |             |          |          |         |         | 45:13,4       | 75.           |
| Intars Spalviņš | 50 km       |           |           |             |             |          |          |         |         | nem ért célba | nem ért célba |

## Szánkó
| Versenyző              | Versenyszám | 1. futam | 1. futam | 2. futam | 2. futam | 3. futam | 3. futam | 4. futam | 4. futam | Összesítés | Összesítés |
| Versenyző              | Versenyszám | Idő      | Hely.    | Idő      | Hely.    | Idő      | Hely.    | Idő      | Hely.    | Idő        | Helyezés   |
| ---------------------- | ----------- | -------- | -------- | -------- | -------- | -------- | -------- | -------- | -------- | ---------- | ---------- |
| Kaspars Dumpis         | Férfi egyes | 52,432   | 16.      | 52,063   | 14.      | 52,391   | 22.      | 52,402   | 23.      | 3:29,288   | 17.        |
| Guntis Rēķis           | Férfi egyes | 52,769   | 21.*     | 52,338   | 21.      | 52,307   | 20.      | 52,742   | 27.      | 3:30,156   | 21.        |
| Mārtiņš Rubenis        | Férfi egyes | 51,913   | 5.       | 51,497   | 4.       | 51,561   | 3.       | 51,474   | 2.       | 3:26,445   |            |
| Aiva Aparjode          | Női egyes   | 48,934   | 22.      | 47,957   | 17.      | 47,721   | 13.      | 48,453   | 21.      | 3:13,065   | 18.        |
| Anna Orlova            | Női egyes   | 47,654   | 11.      | 47,317   | 7.       | 47,280   | 8.       | 47,232   | 5.       | 3:09,483   | 7.         |
| Maija Tīruma           | Női egyes   | 49,623   | 25.      | 47,987   | 18.      | 47,889   | 14.      | 47,545   | 12.      | 3:13,044   | 17.        |
| Andris Šics Juris Šics | Kettes      | 47,353   | 6.       | 47,761   | 6.       |          |          |          |          | 1:35,114   | 7.         |

* - egy másik versenyzővel azonos eredményt ért el

## Szkeleton
| Versenyző      | Versenyszám | 1. futam | 1. futam | 2. futam | 2. futam | Összesítés | Összesítés |
| Versenyző      | Versenyszám | Idő      | Hely.    | Idő      | Hely.    | Idő        | Helyezés   |
| -------------- | ----------- | -------- | -------- | -------- | -------- | ---------- | ---------- |
| Martins Dukurs | Férfi       | 58,79    | 10.      | 58,60    | 5.*      | 1:57,39    | 7.         |

* - egy másik versenyzővel azonos eredményt ért el